# Spinosphaera harrisae
Spinosphaera harrisae är en ringmaskart som beskrevs av Londono-Mesa 2003. Spinosphaera harrisae ingår i släktet Spinosphaera och familjen Terebellidae. Inga underarter finns listade i Catalogue of Life.